# Leslie County
Leslie County ist ein County im Bundesstaat Kentucky der Vereinigten Staaten. Das U.S. Census Bureau hat bei der Volkszählung 2020 eine Einwohnerzahl von 10.513 ermittelt.
Der Verwaltungssitz (County Seat) ist Hyden, das nach John Hyden benannt wurde, einem Senator von Kentucky. Das County gehört zu den Dry Countys, was bedeutet, dass der Verkauf von Alkohol eingeschränkt oder verboten ist.

## Geographie
Das County liegt im Südosten von Kentucky, ist im Südwesten etwa 60 km von Tennessee, im Südosten etwa 30 km von Virginia entfernt und hat eine Fläche von 1047 Quadratkilometern, wovon ein Quadratkilometer Wasserfläche ist. Es grenzt im Uhrzeigersinn an folgende Countys: Perry County, Harlan County, Bell County und Clay County.

## Geschichte
Leslie County wurde am 29. März 1878 aus Teilen des Clay County, Harlan County und Perry County gebildet. Benannt wurde es nach dem Gouverneur Preston H. Leslie.
Ein Bauwerk im Leslie County hat wegen seiner besonderen geschichtlichen Bedeutung den Status einer National Historic Landmark, das Wendover. Insgesamt sind fünf Bauwerke und Stätten des Countys im National Register of Historic Places eingetragen (Stand 9. Oktober 2017).

## Demografische Daten
Nach der Volkszählung im Jahr 2000 lebten im Leslie County 12.401 Menschen. Davon wohnten 110 Personen in Sammelunterkünften, die anderen Einwohner lebten in 4.885 Haushalten und 3.668 Familien. Die Bevölkerungsdichte betrug 12 Einwohner pro Quadratkilometer. Ethnisch betrachtet setzte sich die Bevölkerung zusammen aus 99,15 Prozent Weißen, 0,07 Prozent Afroamerikanern, 0,09 Prozent amerikanischen Ureinwohnern, 0,12 Prozent Asiaten, 0,02 Prozent Bewohnern aus dem pazifischen Inselraum und 0,05 Prozent aus anderen ethnischen Gruppen; 0,50 Prozent stammten von zwei oder mehr Ethnien ab. 0,62 Prozent der Bevölkerung waren spanischer oder lateinamerikanischer Abstammung.
Von den 4.885 Haushalten hatten 35,5 Prozent Kinder und Jugendliche unter 18 Jahre, die bei ihnen lebten. 58,3 Prozent waren verheiratete, zusammenlebende Paare, 12,9 Prozent waren allein erziehende Mütter, 24,9 Prozent waren keine Familien, 22,4 Prozent waren Singlehaushalte und in 8,7 Prozent lebten Menschen im Alter von 65 Jahren oder darüber. Die Durchschnittshaushaltsgröße betrug 2,52 und die durchschnittliche Familiengröße lag bei 2,94 Personen.
Auf das gesamte County bezogen setzte sich die Bevölkerung zusammen aus 24,6 Prozent Einwohnern unter 18 Jahren, 9,2 Prozent zwischen 18 und 24 Jahren, 30,9 Prozent zwischen 25 und 44 Jahren, 23,9 Prozent zwischen 45 und 64 Jahren und 11,5 Prozent waren 65 Jahre alt oder darüber. Das Durchschnittsalter betrug 36 Jahre. Auf 100 weibliche Personen kamen 95,1 männliche Personen. Auf 100 Frauen im Alter von 18 Jahren alt oder darüber kamen statistisch 91,2 Männer.
Das jährliche Durchschnittseinkommen eines Haushalts betrug 18.546 USD, das Durchschnittseinkommen der Familien betrug 22.225 USD. Männer hatten ein Durchschnittseinkommen von 28.708 USD, Frauen 18.080 USD. Das Prokopfeinkommen betrug 10.429 USD. 30,2 Prozent der Familien und 32,7 Prozent der Bevölkerung lebten unterhalb der Armutsgrenze. Davon waren 38,8 Prozent Kinder oder Jugendliche unter 18 Jahre und 27,0 Prozent waren Menschen über 65 Jahre.

## Orte im County
- Asher
- Bear Branch
- Big Fork
- Big Rock
- Causey
- Chappell
- Cinda
- Confluence
- Cutshin
- Dryhill
- Essie
- Frew
- Helton
- Hoskinston
- Hyden
- Jason
- Kaliopi
- Lewis Creek
- Mozelle
- Napier
- Roark
- Saylor
- Sizerock
- Smilax
- Spruce Pine
- Stinnett
- Thousandsticks
- Warbranch
- Wendover
- Wooton
- Yeaddiss